# Analiza konwersacyjna
Analiza konwersacyjna – metoda badań społecznych, polegająca na wysoce szczegółowej analizie rozmów, uprzednio nagranych, a następnie przetranskrybowanych za pomocą pewnych znaków standaryzujących. Tak przygotowany materiał służyć może do badań porównawczych. Metodą analizy konwersacyjnej badano wiele typów rozmów, między innymi kłótnie, pogawędki towarzyskie, wywiady lekarskie, przesłuchania policyjne czy też rozmowy w audycjach radiowych.
Analiza konwersacyjna związana jest ściśle z socjologią fenomenologiczną, która uwypukla subiektywny charakter doświadczenia i możliwości jego badania, a także z etnometodologią, która stara się wyjaśnić między innymi w jaki sposób ludzie sprawiają, że ich świat sprawia wrażenie uporządkowanego. Posługuje się przede wszystkim metodami umożliwiającymi uchwycenie działalności aktorów społecznych w ich "naturalnym" środowisku (rozumianym jako życie codzienne, obejmujące zachowania spontaniczne).
Przeprowadzenie badania metodą analizy konwersacyjnej opiera się na materiałach audio lub audio-video, zebranych zgodnie z tematyką tego badania. Najważniejszą technicznie częścią procesu jest ich transkrypcja w taki sposób, by niektóre z typowych, nie zawsze uświadomionych, artefaktów ludzkiej mowy (pauzy, ściszenia głosu, westchnięcia) były ujęte w jej standaryzującym zapisie. Mając tak spreparowany materiał przystąpić można do jego interpretacji. Podkreśla się różne możliwe do obrania w tym zakresie strategie. Najbardziej ortodoksyjna polega na wyjaśnianiu zdarzeń konwersacyjnych w odniesieniu do zdarzeń następujących po nich lub je poprzedzających. Inni badacze skłaniają się jednak do wyjścia poza te ramy i wyjaśnianiu ich w odniesieniu do struktury całej rozmowy, organizacji prowadzenia tematu itp.